# Daniel Lionel Hanington
Daniel Lionel Hanington, né le 27 juin 1835 à Shédiac et mort le 5 mai 1909 à Dorchester, est un homme politique néo-brunswickois. Il est premier ministre du Nouveau-Brunswick de 1882 à 1883.

## Biographie
Daniel Lionel Hanington, fils de Daniel Hanington, homme politique néo-brunswickois, naît le 27 juin 1835 à Shédiac.
Il suit des études à l'Université Mount Allison de Sackville puis apprend le droit à Fredericton au cabinet de Charles Fisher, qui fut le premier premier ministre du Nouveau-Brunswick, puis à celui de Acalus Lockwood Palmer, député libéral, à Dorchester. Il est admis au barreau de la province comme procureur en juin 1859 puis comme avocat en juin 1861.
Il meurt à Dorchester le 5 mai 1909 à l'âge de 73 ans.